# Wai Young
Wai Young (楊蕭慧儀), née le 20 mai 1960 à Hong Kong, est une femme politique canadienne. Elle a été députée pour la circonscription de Vancouver-Sud à la Chambre des communes du Canada au sein du Parti conservateur du Canada de 2011 à 2015.

## Biographie
Wai Young est née le 20 mai 1960 à Hong Kong. Elle immigra au Canada à un jeune âge. Elle est diplômée d'un baccalauréat en sociologie de l'Université de la Colombie-Britannique. Elle a également effectuée des études de troisième cycle à l'Université Simon Fraser et à l'Institut de technologie de la Colombie-Britannique. Avant d'entrer en politique, elle travaillait en tant que consultante, femme d'affaires et fonctionnaire.
Elle se présenta aux élections fédérales canadiennes de 2008 et perdit par 20 votes. Lors des élections de 2011, elle fut élue par une marge de près de 4 000 votes face à l'ancien Premier ministre de la Colombie-Britannique, Ujjal Dosanjh, pour représenter la circonscription de Vancouver-Sud à la Chambre des communes du Canada. Elle devint ainsi la première députée du Parti conservateur à être élue à Vancouver depuis 1988.
Le 26 octobre 2011, Wai Young a été élue vice-présidente de la Canada-China Legislative Association, puis, le 5 mars 2013, présidente de cette association qui sert de forum pour les discussions bilatérales et multilatérales à propos des problèmes auxquels font face le Canada et la Chine.
En juin 2014, elle fut l'objet d'une controverse après que les résidents de sa circonscription ont reçu des lettres envoyées par son bureau qui disait que le chef du Parti libéral, Justin Trudeau, faisait la promotion de la marijuana aux enfants. En juillet 2015, elle se fit remarquer pour avoir déclaré que le gouvernement de Stephen Harper agissait « dans la même veine » que Jésus en adoptant une législation anti-terroriste et que le Service canadien du renseignement de sécurité était au courant de la menace d'explosion du vol 182 d'Air India avant qu'elle ne se produise.
Elle perdit aux élections de 2015 face au candidat du Parti libéral, Harjit Sajjan.